# Spleen
Spleen, splin – stan przygnębienia i złości, ponury nastrój, apatia, chandra.
Nazwa pochodzi od angielskiego spleen dosłownie oznaczającego 'śledzionę', ponieważ schorzenia śledziony łączono z takimi uczuciami.